# Pasqual Bailon Savall

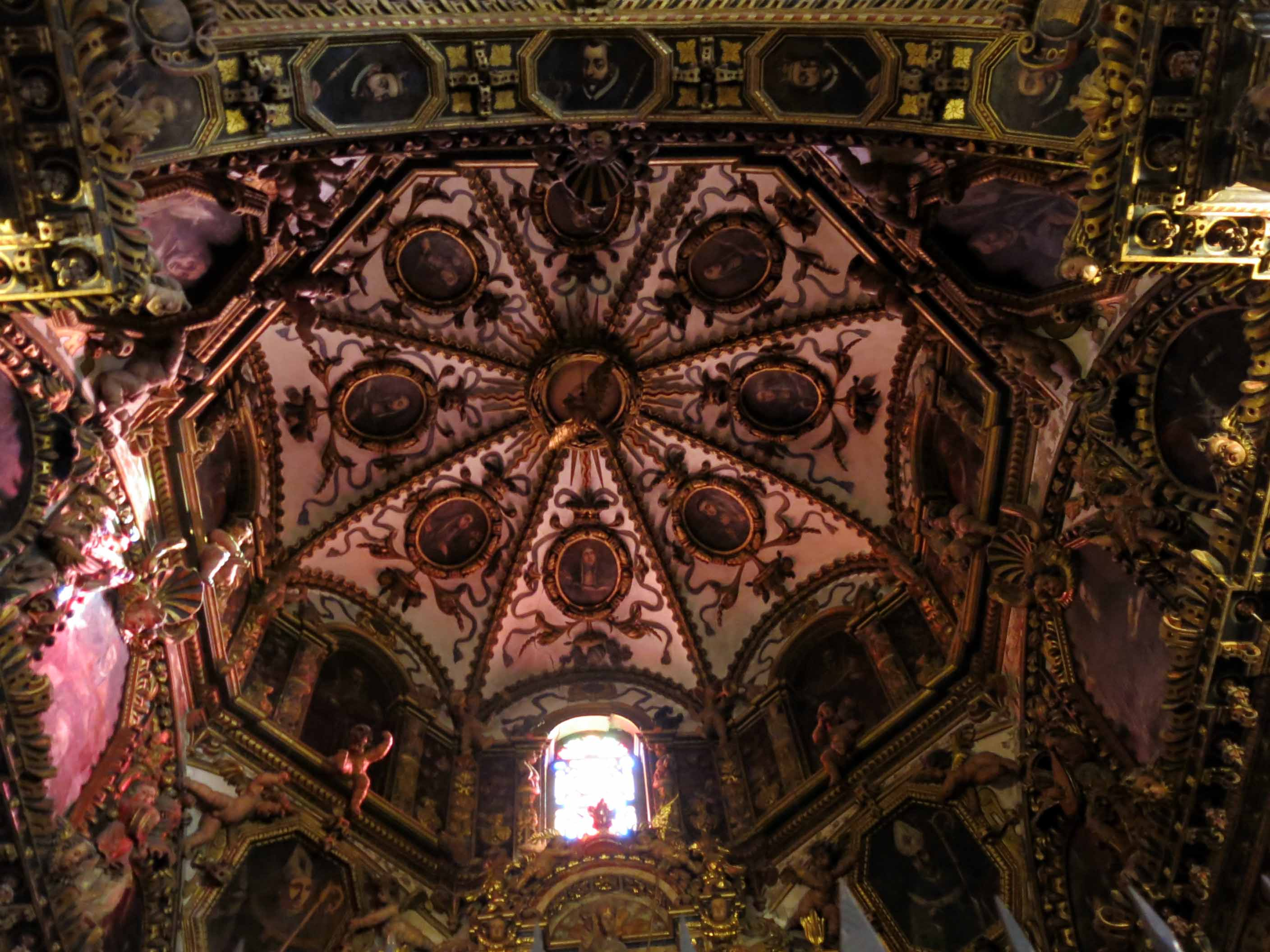
Bóveda de la capilla de San Benito en el monasterio de San Cugat del Vallés con pinturas de Bailón Savall.

Pascual Bailón Savall (Berga, circa 1650 - Barcelona?, 1691), fue un pintor, del siglo XVII, activo en Cataluña.
Se tiene constancia que desde el 1678 era residente en Barcelona. Entre otras obras es autor de diversas pinturas para la capilla de San Pedro Nolasco y San Ramón de la catedral de Barcelona (1688) aún conservadas, y del techo de la capilla de San Benito del monasterio de Sant Cugat (1688-1692), que dejó inacabada. Parece que Antonio Viladomat fue discípulo suyo durante trece años. Su hijo Joan Savall i Mallacs (Barcelona 1680 - 1743) ingresó en el colegio de pintores en 1692 del cual fue el primer cónsul.
- Datos: Q11698261